# Hayato Nukui
Hayato Nukui (født 14. november 1996) er en japansk fodboldspiller, som spiller for den japanske fodboldklub Tochigi SC.